# Бхедаргандж (подокруг)
Бхедаргандж (бенг. ভেদরগঞ্জ, англ. Bhedarganj) — подокруг в центральной части Бангладеш. Входит в состав округа Шариатпур. Административный центр — город Бхедаргандж. Площадь подокруга — 267,28 км². По данным переписи 1991 года численность населения подокруга составляла 207 258 человек. Плотность населения равнялась 775 чел. на 1 км². Уровень грамотности населения составлял 22,5 %. Религиозный состав: мусульмане — 96,71 %, индуисты — 2,61 %, прочие — 0,68 %.